# Frise chronologique des auteurs
Cet article présente une liste chronologique des principaux écrivains du VIIIe siècle av. J.-C. à nos jours.